# Pekelník (Malá Fatra)
Pekelník (1609 m n. m.) je hora v Malé Fatře na Slovensku. Nachází se asi 6,5 km severozápadně od Šútova a 7 km jihozápadně od Terchové na území okresu Žilina (Žilinský kraj). Leží v hlavním hřebeni Kriváňské části pohoří mezi vrcholem Velký Kriváň (1709 m), který je oddělen mělkým bezejmenným sedlem, a vrcholem Koniarky (1535 m), který je oddělen výrazným sedlem Bublen (1510 m). Severní svahy hory spadají do Vrátne doliny, jižní pak do údolí Studenec. Vrchol je dobrým rozhledovým bodem.

## Přístup
- po červené  značce ze sedla Bublen
- po červené  značce ze Snilovského sedla